# Tauvlinder
De tauvlinder (Aglia tau) is een vlinder uit de onderfamilie Agliinae en de familie van de nachtpauwogen (Saturniidae). De wetenschappelijke naam van de soort werd, als Bombyx tau, in 1758 door Linnaeus gepubliceerd in de tiende editie van Systema naturae.

## Kenmerken
Op de vleugels komt een blauwzwarte ronde vlek voor, met in het midden een wit motief, dat op een ouderwetse, handgesmede nagel, maar ook op de Griekse letter tau lijkt. Dit laatste verklaart de naam van het dier.
De vlinder heeft een spanwijdte tussen de 60 en 84 millimeter. De soort overwintert als pop.

## Leefwijze
De mannetjes zijn snelle, onrustige vliegers op zoek naar de vlak bij de grond rustende vrouwtjes.

## Verspreiding en leefgebied
Deze vlindersoort komt voor in loofbossen van Europa tot Japan. De vliegtijd is van eind maart tot begin juni in één generatie. In Nederland is de soort zeldzaam, en komt vooral voor op de Veluwe, in België is de soort bekend van bossen uit het midden en zuiden van het land.

## De rups en zijn waardplanten
Waardplanten zijn vooral beuk, maar ook onder meer berken, zwarte els, boswilg en wilde lijsterbes

## Ondersoorten

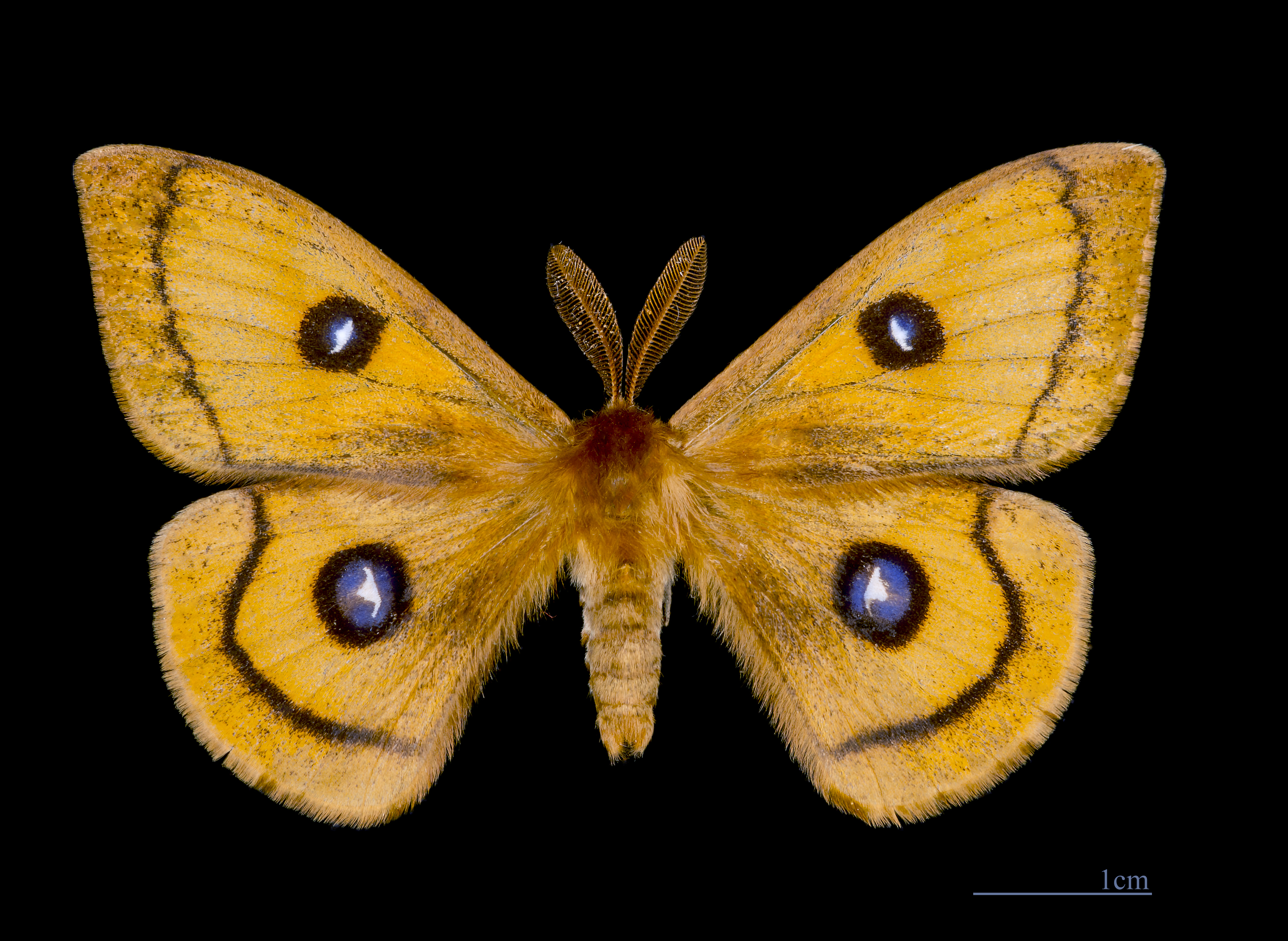
♂
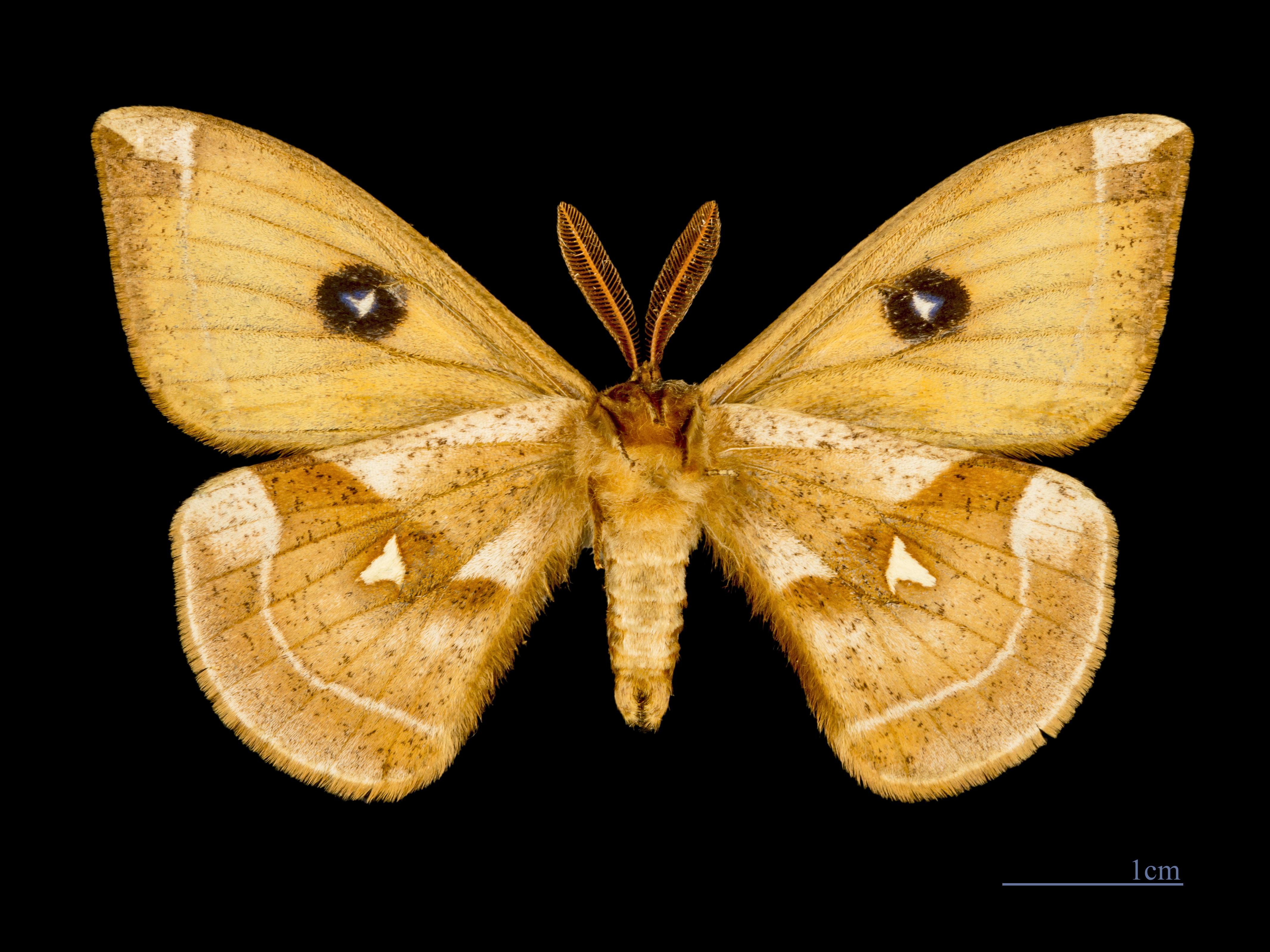
♂ △
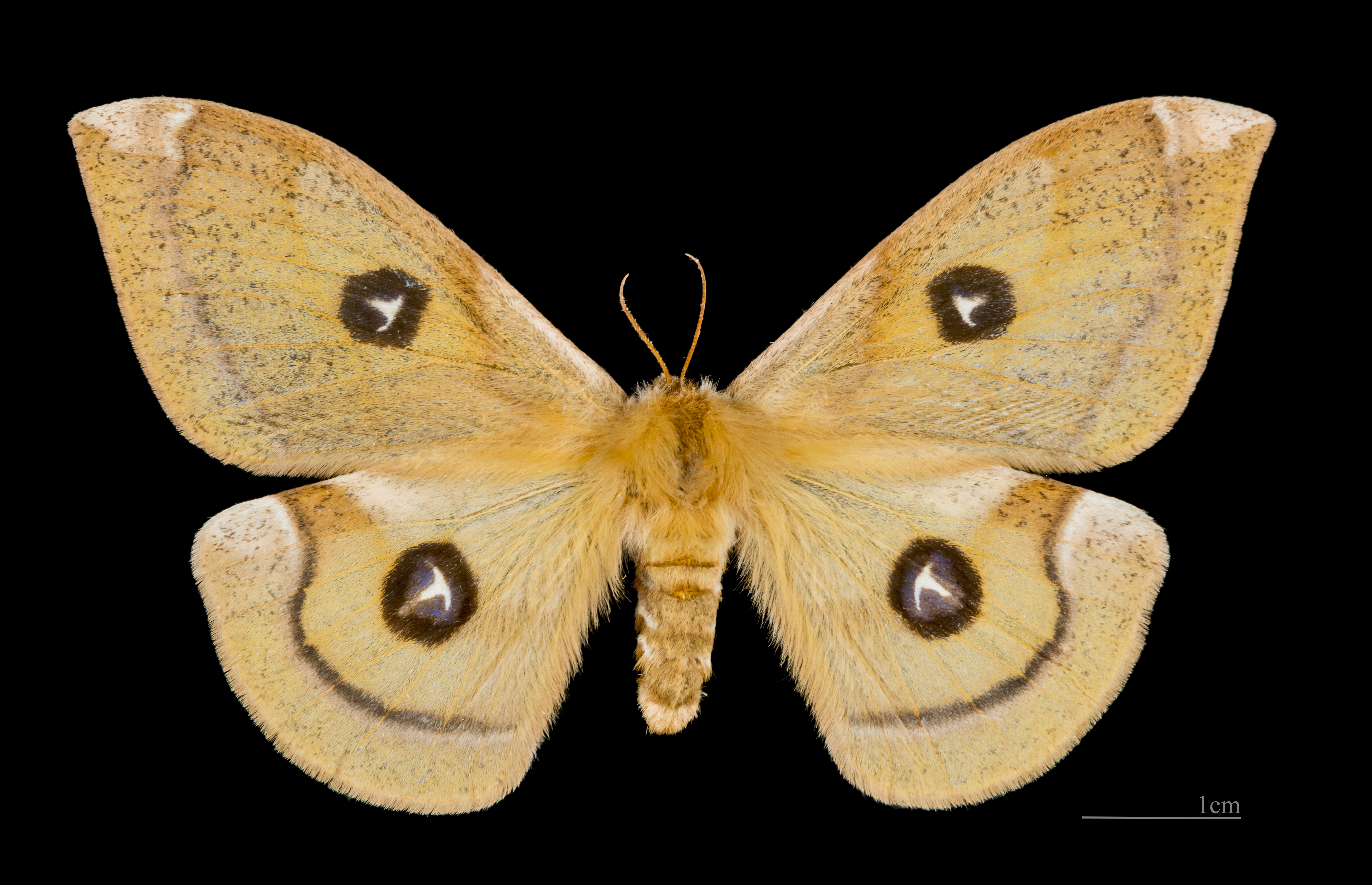
♀
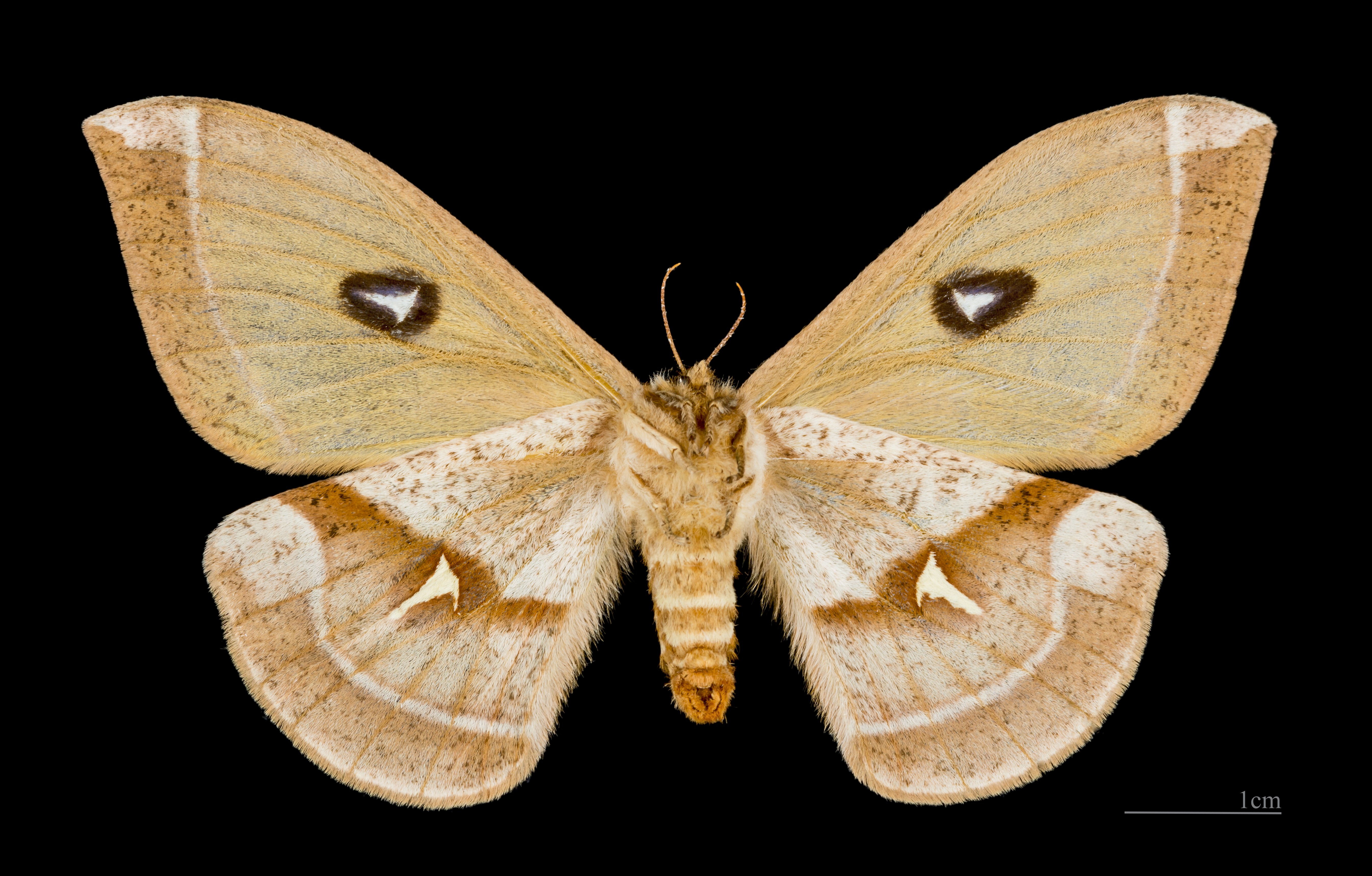
♀ △

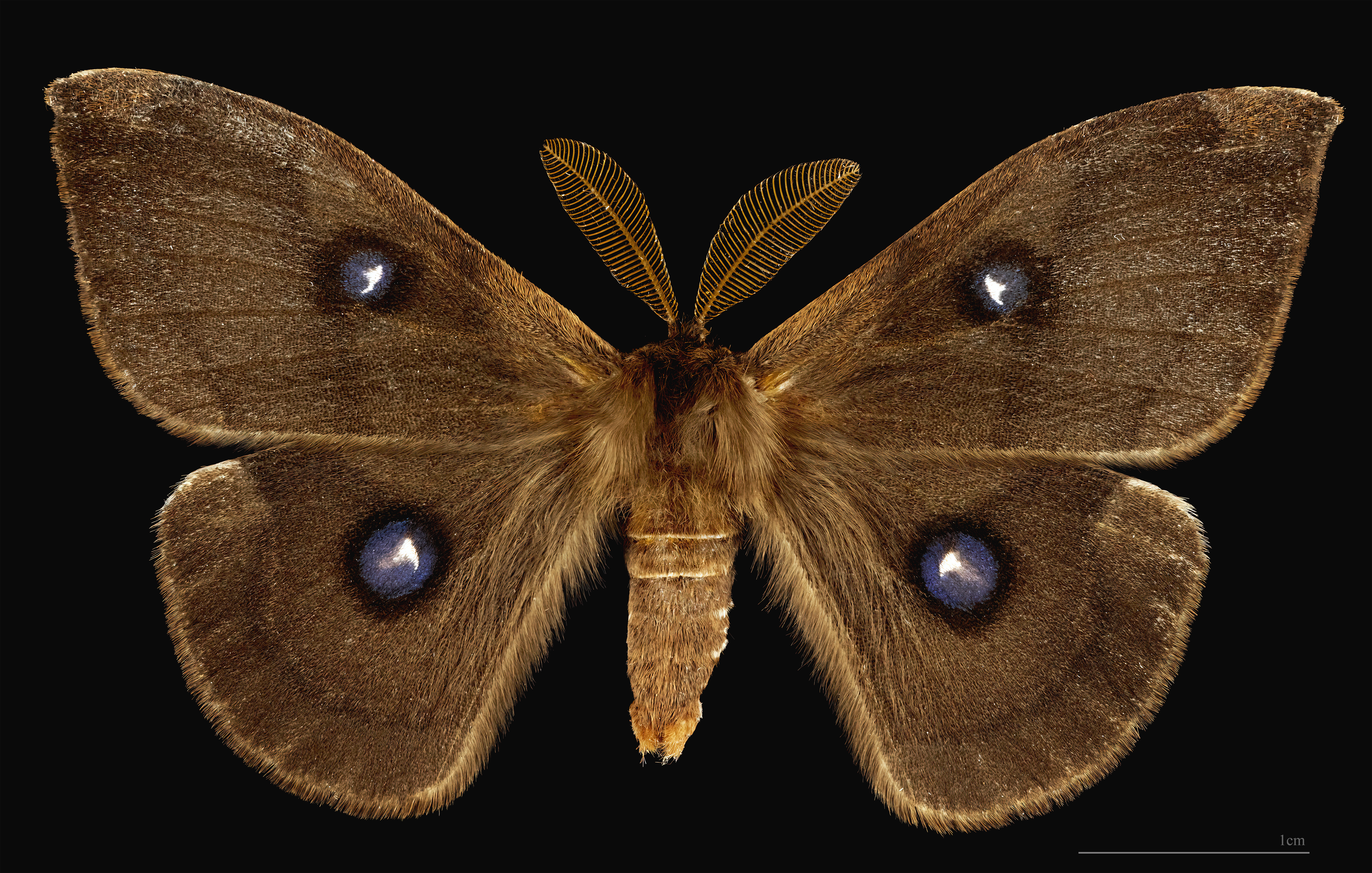
♂
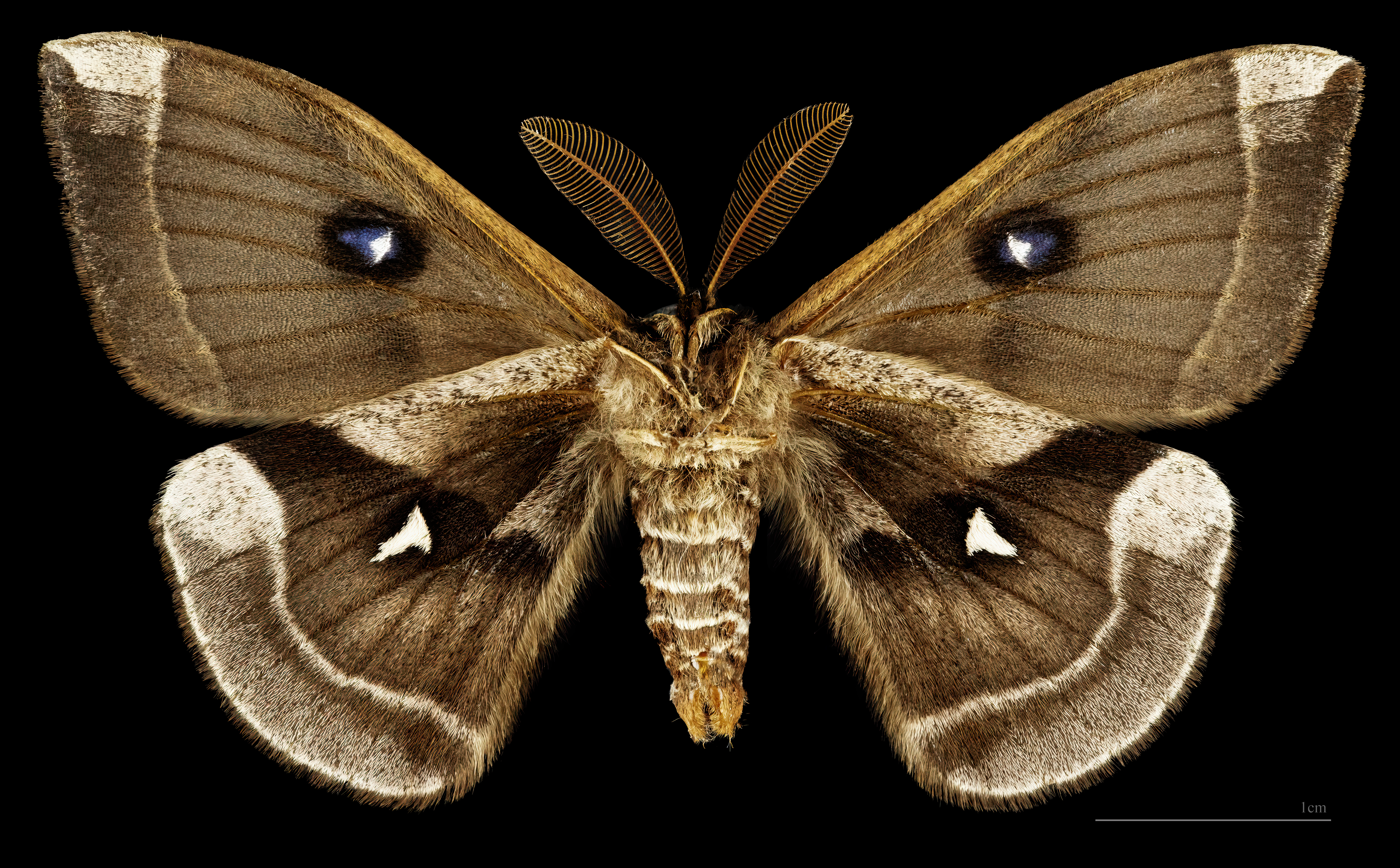
♂ △
♀
♀ △

- Aglia tau tau
- Aglia tau amurensis Jordan, 1911
- Aglia tau ferenigra Standfuss, 1910

Aglia tau
Aglia tau f. melaina
1. ↑  vandaar de Duitse naam voor de vlinder Nagelfleck.